# Аникінці (Чеглаківське сільське поселення)
Ани́кінці (рос. Аникинцы) — присілок у складі Нагорського району Кіровської області, Росія. Входить до складу Чеглаківського сільського поселення.
Населення становить 19 осіб (2010, 30 у 2002).
Національний склад станом на 2002 рік — росіяни 90 %.